# P.Q.M.
P.Q.M., sigla della locuzione per questi motivi, nel diritto processuale italiano, civile e penale, è una sigla che viene posta a capoverso nella parte conclusiva delle sentenze, per introdurre l'esposizione della decisione finale della corte. Più raramente viene usato anche P.T.M., che sta per tali motivi.

## Funzione
L'apposizione della sigla lega formalmente il dispositivo (cioè la decisione) con la sua motivazione, secondo un principio generale di diritto che impone l'obbligo di motivazione di qualunque atto emesso per conto dello Stato; la motivazione deriva perciò consequenzialmente da ciò che il giudice ha prima ritenuto in fatto e poi ritenuto in diritto di dover assumere da quanto appurato in causa per poter decidere.

## Esempio
la Corte dispone che [contenuto della decisione].»